# دبورا مایو
دبورا مایو (به انگلیسی: Deborah G. Mayo) فیلسوف علم و نویسنده آمریکایی است. او استاد بازنشسته دپارتمان فلسفه در دانشگاه ایالتی و مؤسسه پلی‌تکنیک ویرجینیا است و سخن‌رانی‌هایی را در مرکز فلسفه علوم طبیعی و اجتماعی دانشکده اقتصاد لندن ارائه می‌کند.

### زندگی‌نامه
مایو در سال ۱۹۷۴ از دانشگاه کلارک با مدرک کارشناسی در رشته ریاضیات فارغ‌التحصیل شد. او در سال ۱۹۷۹ دکترای خود را در فلسفه از دانشگاه پنسیلوانیا با عنوان پایان‌نامه «فلسفه آمار» دریافت کرد.
مایو از سال ۱۹۷۹ تا ۲۰۱۶ استاد فلسفه در دانشگاه ایالتی و مؤسسه پلی‌تکنیک ویرجینیا بود. او در مقاطع کارشناسی و کارشناسی ارشد، در منطق مقدماتی و پیشرفته (متانظریه منطق و منطق مودال)، روش علمی و فلسفه علم تدریس می‌کرد. او همچنین سمت‌های آکادمیک داشت و در کلاس‌هایی برای بخش اقتصاد در ویرجینیا تک و مرکز مطالعات علم و جامعه تدریس کرد.
تحقیقات اخیر او بر توسعه گزارشی از استنتاج تجربی در علم بر اساس استدلال آماری و ایده یادگیری از خطا متمرکز است.

## جوایز
مایو در سال ۱۹۹۸ جایزه لاکاتوش را برای کتاب خطا و رشد دانش تجربی دریافت کرد. این جایزه هر سال به مقاله‌های انگلیسی اخیراً منتشرشده در حوزه فلسفه علم که اثری برجسته در این زمینه تلقی شود، اعطا می‌شود.
در سال ۱۹۹۷ مایو جایزه استورم را برای پیشرفت تحقیقات دانشکده دریافت کرد، که توسط انجمن فی بتا کاپا اعطا شد.

## آثار
- شواهد قابل قبول: علم و ارزش‌ها در مدیریت ریسک، ویرایش مشترک با آر دی هلندر، انتشارات دانشگاه آکسفورد، ۱۹۹۴.
- خطا و رشد دانش تجربی، انتشارات دانشگاه شیکاگو، ۱۹۹۶.[۴]
- خطا و استنتاج: تبادلات اخیر در باب استدلال تجربی، قابلیت اطمینان، و عینیت و عقلانیت علم، انتشارات دانشگاه کمبریج، ۲۰۱۰.
- استنتاج آماری به‌عنوان آزمایش سخت‌گیرانه: چگونه از جنگ‌های آماری فراتر برویم، انتشارات دانشگاه کمبریج، ۲۰۱۸، شابک ‎۹۷۸–۱۱۰۷۶۶۴۶۴۷.